# Château de Mazzè
Le château de Mazzè (en italien : Castello di Mazzè) est un ancien château-fort situé dans le commune de Mazzè près d'Ivrée au Piémont en Italie.

## Histoire
Le château appartint à la famille Valperga pour sept-cents années, jusqu'à son extinction en 1840. 
Il a été restauré plusieurs fois au cours de son histoire : on mentionne notamment les travaux d'inspiration néogotique de l'architecte Velati Bellini au XIXe siècle.

## Galerie d'images

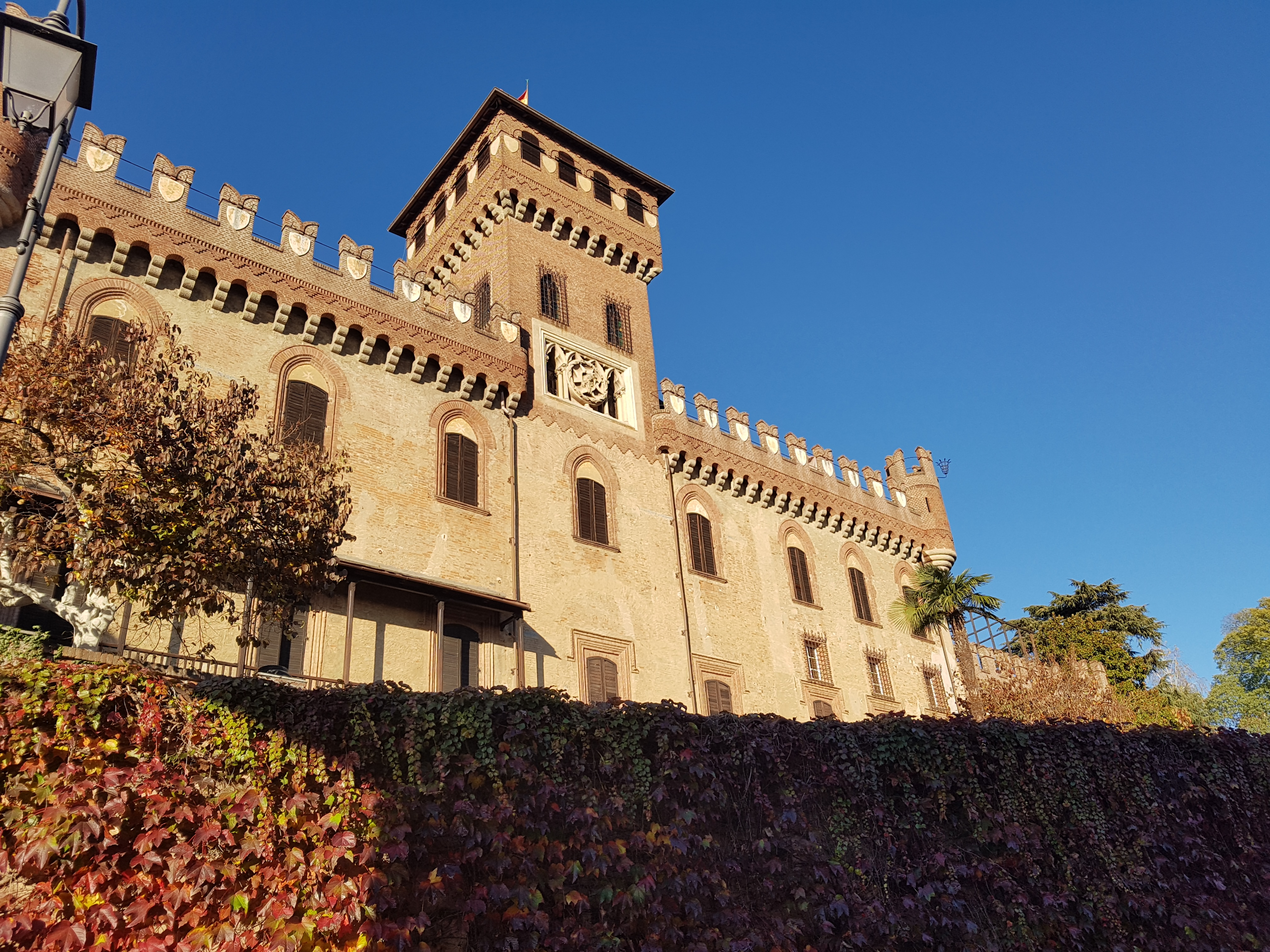
Façade du château
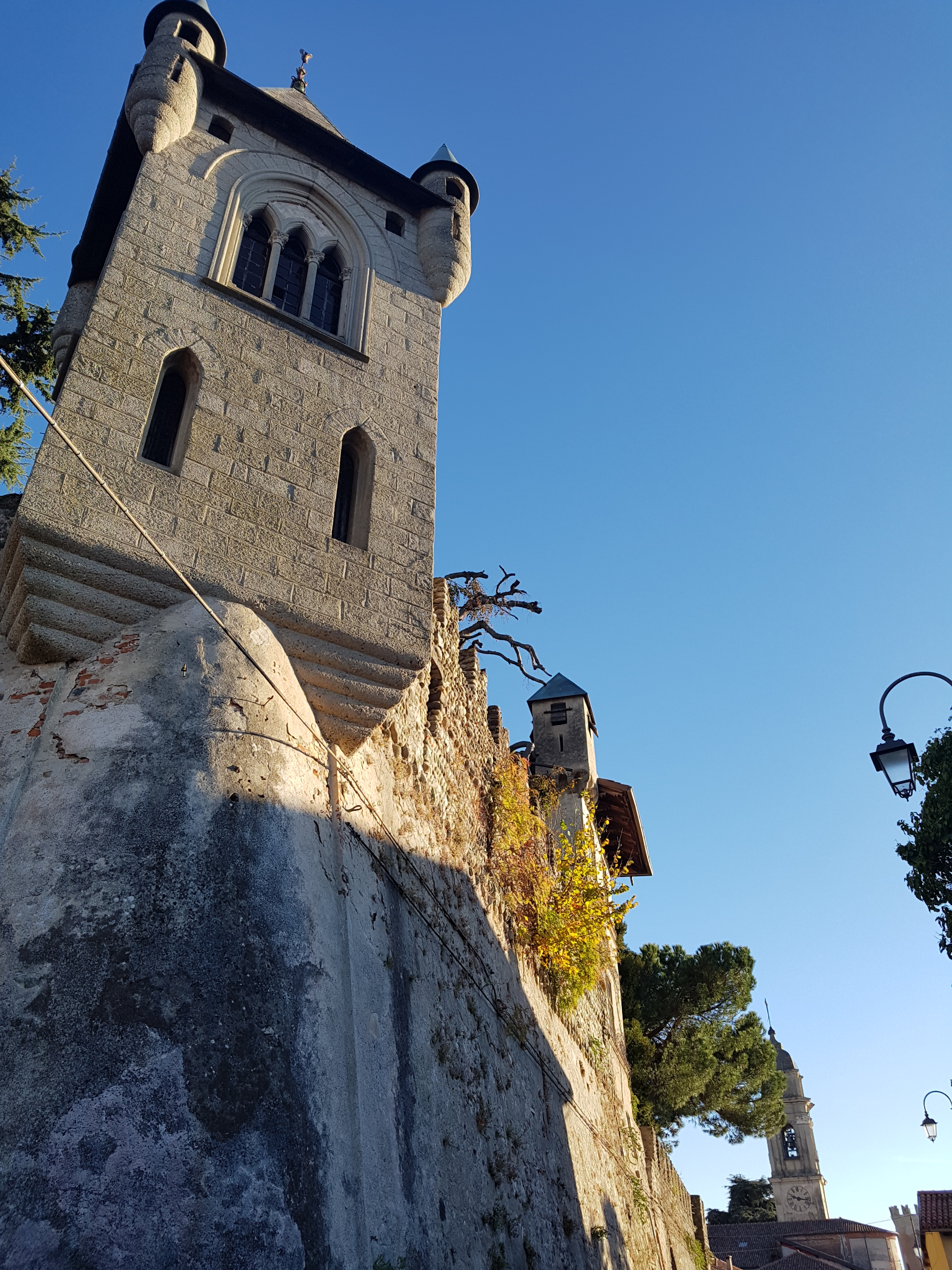
Vue du château

## Pour approfondir